# Hadena nagaensis
Hadena nagaensis là một loài bướm đêm trong họ Noctuidae.